# Henri Becquart
Henri Becquart (* 1. Oktober 1891 in Houplines; † 19. März 1953 in Mazagan (Französisch-Marokko)) war ein französischer Politiker der Dritten Republik. Er war vor dem Zweiten Weltkrieg für seine rechtsextreme Agitation berüchtigt, schloss sich aber im Krieg der Résistance an.

## Leben
Becquart schloss seine Ausbildung mit der Licence de droit ab. Er war Soldat im Ersten Weltkrieg und wurde dort mehrfach ausgezeichnet. Danach leitete er eine Textilfabrik in Armentières. Er engagierte sich als Lokalpolitiker in Lille und war politisch bei den Républicains modérés aktiv. 1934 wurde er Départementrat im Département Nord. Bei den Wahlen 1936 zog Becquart für dieses Département in die Abgeordnetenkammer ein. Dort schloss er sich der konservativen Fédération républicaine an.

## Die Verleumdung von Roger Salengro
Henri Becquart war der Urheber der verleumderischen Anschuldigungen, die zum Selbstmord Roger Salengros, des sozialistischen Ministers und Bürgermeisters von Lille führten. Am 10. Juli 1936 wandte er sich zunächst an Verteidigungsminister Édouard Daladier und bat ihn, das Verhalten des Soldaten Salengro am 7. Oktober 1915 aufzuklären. Becquart behauptete, Salengro sei desertiert und in Abwesenheit zum Tode verurteilt worden. Später habe man ihn unter zweifelhaften Umständen freigesprochen.
Dem folgte eine intensive Pressekampagne, die insbesondere von den Zeitungen Gringoire und L’Action française vorangetrieben wurde. Trotz zahlreicher Beweise für Salengros Unschuld gab Becquart nicht auf und stellte am 13. November 1936 Léon Blum selbst zur Rede über den Fall seines Innenministers. Von der Pressekampagne erschöpft, nahm sich Roger Salengro vier Tage später das Leben und schrieb unter anderem: „Wenn sie es nicht geschafft haben, mich zu entehren, werden sie zumindest die Verantwortung für meinen Tod tragen“. Eine riesige Menschenmenge folgte Salengros Beerdigung.

## Vichy und Résistance
Am 10. Juli 1940 stimmte Becquart für die erweiterten Vollmachten Marschall Pétains und damit für das Ende der Dritten Republik. Zunächst unterstützte er das Vichy-Regime. Als er jedoch zu der Überzeugung gelangte, dass ein britischer Sieg möglich sei, schloss er sich der Résistance an. Obwohl er aus diesem Grund 1945 seine Wählbarkeit wieder erlangte, gelang ihm der Wiedereinzug in das Parlament nicht. Er versuchte noch vergebens, die Fédération républicaine wiederzubeleben, die aber 1948 aufgelöst wurde.

## Auszeichnungen
- Medaille militaire
- Croix de guerre 1914–1918
- Distinguished Service Cross